# 巴西海軍陸戰隊
巴西海軍陸戰隊（CFN）是巴西海軍所屬的海軍陸戰隊，也是在地面作戰的支援部隊。

## 任務
巴西海軍陸戰隊部署在巴西全國各地，沿著海岸線，在偏遠的亞馬遜雨林和潘特納爾濕地地區，都有他們的蹤跡。在平時也參加抵制愛滋病的行動計劃。外交方面，它提供在阿爾及利亞、巴拉圭、海地和玻利維亞等地的大使館安全。它也參加了巴西所有的武裝衝突。

## 歷史

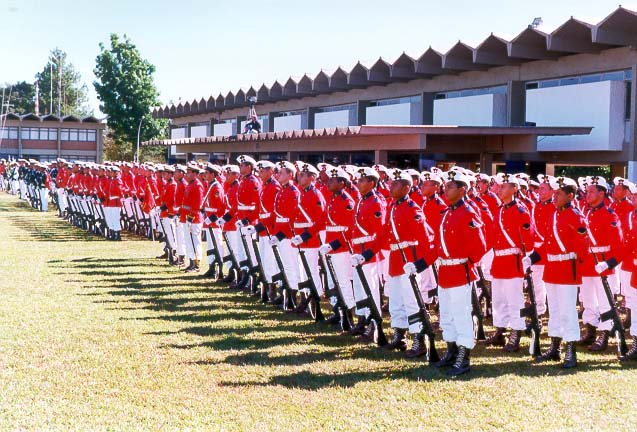
巴西海軍陸戰隊的紅色制服命名為“Alexandrino”

### 皇家海軍旅
巴西海軍陸戰隊的歷史須追朔回葡萄牙殖民時代，1797年8月28日，葡萄牙瑪麗亞女王簽訂法案，成立葡萄牙皇家海軍旅，招募了5222人，組成兩個武裝步兵團與一個海軍炮兵團。他們最初的作戰是和英國在1798年地中海戰役對抗法國海軍。
但是在半島戰爭期間因拿破崙拿下西班牙，1808年3月7日，葡萄牙皇室遷移至巴西，瑪麗一世和她的兒子約翰六世把一部分海軍旅部隊帶到巴西去，這批海軍旅視為巴西海軍陸戰隊建立的起點，1808年也被巴西海軍陸戰隊視為建軍年。由攝政王若昂率領，海軍旅在南美洲發動了入侵法屬圭亞那，在1809年1月14日，占領了圭亞那首府卡宴。同一年，海軍旅決定在巴西毒蛇島建立毒蛇島的聖若瑟要塞，作為部隊根據地，至今仍是巴西海軍陸戰隊的總部所在地。
1816年，葡萄牙佔領班達東方，同樣也派出了海軍旅。

## 巴西獨立後
在約翰六世回到葡萄牙後，一部分海軍旅部隊留在巴西。在1822年巴西獨立，建立巴西帝國，海軍旅擁護獨立政府，調整為海軍炮兵營，參加了巴西獨立戰爭。到巴拉圭戰爭時，海軍炮兵營改組為海軍營。在巴西建國後的多場戰爭中，海軍營都締造了優秀的戰果。
1889年巴西共和國宣布成立，1895年2月15日巴西通過的第1698號法令將海軍營更名為海軍步兵團，1924年12月24日通過的第16171號法令改名為海軍團。

## 歷史活動

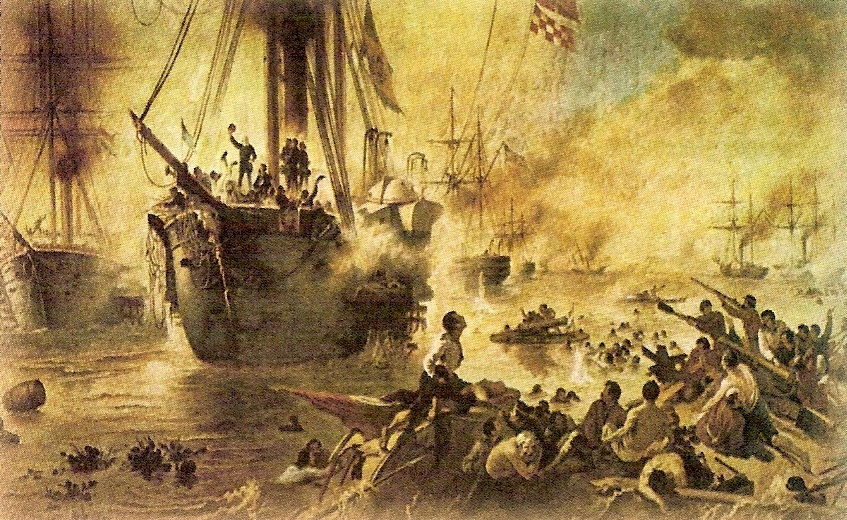
巴西海軍陸戰隊參加了約楚爾羅戰役。

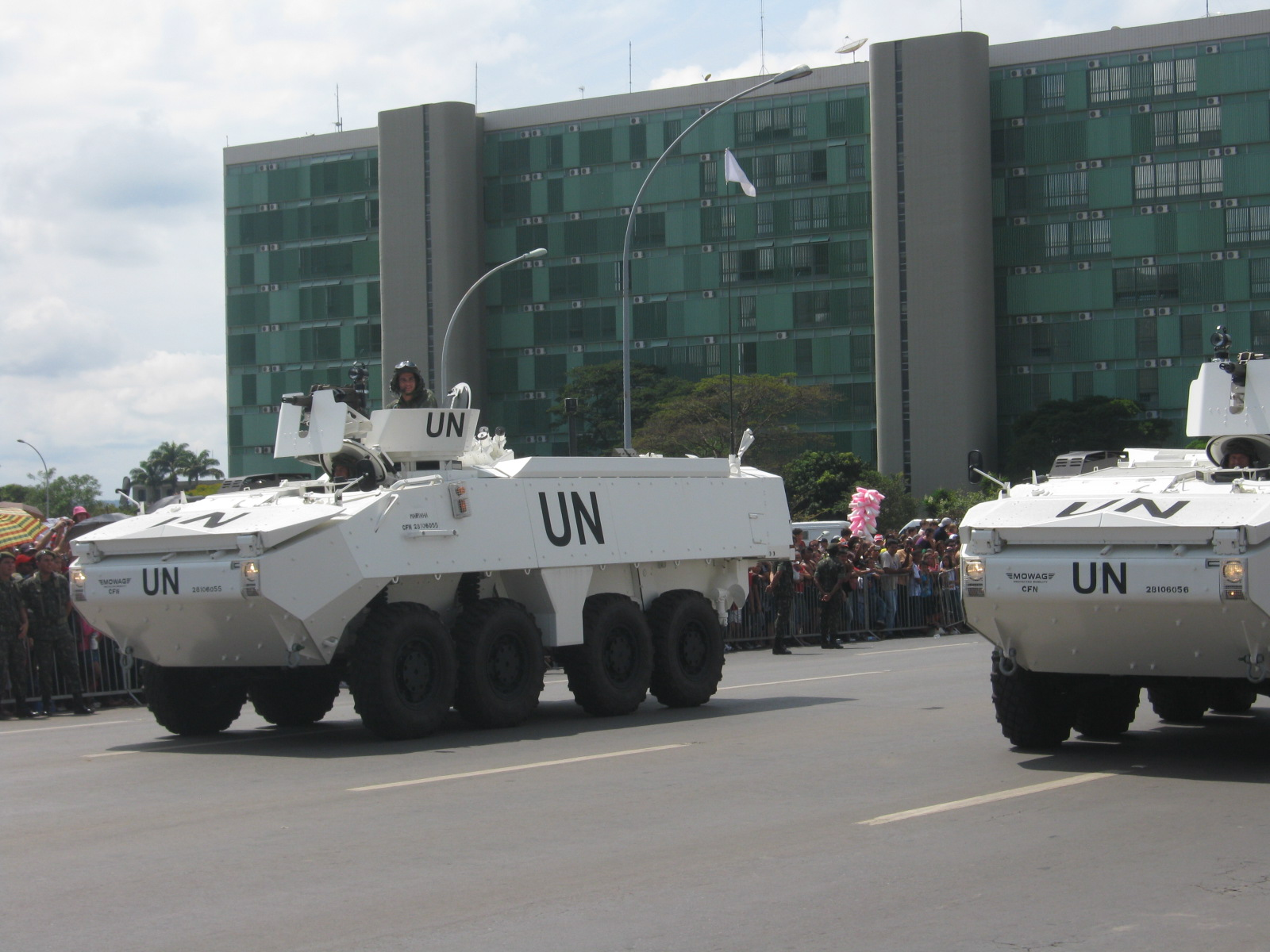
聯合國維和

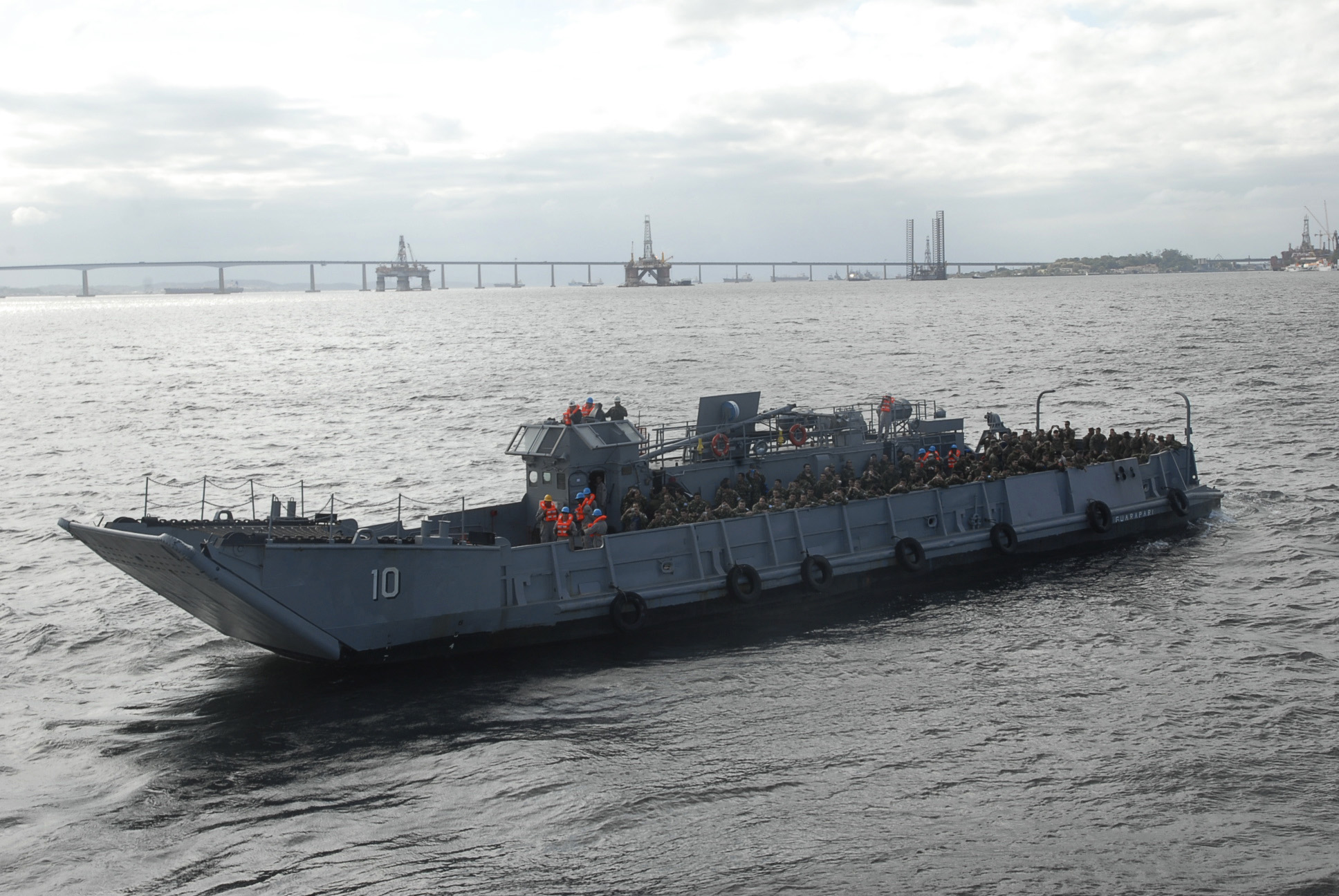
巴西海軍陸戰隊與巴西海軍在兩棲演習

巴西海軍陸戰隊的第一場戰役 —— 約楚爾羅戰役。後來，巴西海軍陸戰隊參與了更多戰役，例如：巴西獨立戰爭。在這一次，是傑出的行動。

## 聯合國維和任務
巴西海軍陸戰隊參加了不少的維和任務，例如：洪都拉斯、莫三比克、盧安達、安哥拉、東帝汶等，最近的一次任務在海地（聯合國駐海地穩定團）。

## 現況

### 軍事人員與特派團
現在巴西海軍陸戰隊擁有約15,000名士兵，所有的士兵都是志願者，他們在保護巴西的陸、海、空主權，它的主要使命是保證巴西海軍有力量保護海上主權。 
這是一個困雜的任務，因為在巴西國境內大約有8.5萬平方公里（328.0萬平方英里）的土地，海岸線有多7400公里（4600英里）和許多的海洋島嶼，航道網大約有達五萬多公里（31,000英里）。這一次包括亞馬遜雨林。為了南里奧格蘭德州的氣候和自然景觀等多元化、南馬托格羅索州的沼澤，因此需要一個最高標準、靈活性和多功能性。因此，有拆遷單位的技術培訓、特別行動、在雨林區和冰山區的打擊行動、直升機演習、運輸業務等。
作為一個訓練有素的快速部署部隊，最近巴西派遣軍事觀察員，還整合了聯合國維和部隊，巴西海軍陸戰隊也已經參與了不少各地衝突，例如：薩爾瓦多、波斯尼亞和黑塞哥維那、安哥拉、莫三比克、魯安達、秘魯、厄瓜多、東帝汶等，最近一次在海地。

## 組織
巴西海軍陸戰隊的總部設在里約熱內盧。

## 主要裝備

巴西海軍陸戰隊結構

巴西海軍陸戰隊擁有現代化的武器庫，由以下組成：
單兵武器：
- M16突擊步槍
- M4卡賓槍
- 貝瑞塔92
- M85狙擊步槍
- FN MAG
- FN Minimi輕機槍
- AT4反坦克火箭筒
- ALAC反坦克火箭筒
- BILL反坦克導彈
- MSS-1.2反坦克導彈

裝甲車：
- SK 105坦克
- AAV-7A1
- M113裝甲運兵車
- 水虎魚裝甲車

多人操作武器：
- M114榴彈砲
- L118榴彈砲
- M101榴彈炮
- 索爾丹姆K6迫擊炮
- 波佛斯40公釐高射砲
- 西北風便攜式防空飛彈

## 外部連結
- 官方網站 （页面存档备份，存于）
- 海軍陸戰隊的網站